# Sotbröstad flugsnappare
Sotbröstad flugsnappare (Muscicapa randi) är en hotad fågel i familjen flugsnappare som förekommer i Filippinerna.

## Utseende och läten
Sotbröstad flugsnappare är en rätt liten (14 cm) och färglös flugsnappare som hittas i undervegetationen. Den är gråbrun på huvud och ovansida, med ljusare ögonring, ett otydligt beigefärgad vingband på större täckarna och likfärgade tertialkanter. Den är vitaktig på haka och buk medan resten av undersida är askgrå. Den är lätt fläckad på strupen och övre delen av bröstet. På näbben syns gul näbbrot på undre näbbhalvan. Lätet består av korta och snabba serier med ljusa fraser, ofta föregångna av ett tystlåtet "wee-tit wee-tit".

## Utbredning och systematik
Fågeln förekommer i norra Filippinerna på öarna Luzon och Negros. Den behandlas som monotypisk, det vill säga att den inte delas in i några underarter.

## Levnadssätt
Fågeln bebor låglänta skogar, vanligen under 1 000 meters höjd. Den håller sig förmodligen i undervegetationen och verkar tolerera skogar som till viss del påverkats av människan.

## Status och hot
Sotbröstad flugsnappare är begränsad till låglandsskogar i ett område där de avverkas i snabb takt. Fågeln tros därför minska kraftigt i antal. Den tas upp på rödlistan för hotade arter av internationella naturvårdsunionen IUCN, i kategorin sårbar. Världspopulationen uppskattas till mellan 6 000 och 15 000 vuxna individer.

## Namn
Fågelns vetenskapliga artnamn hedrar den kanadensiske ornitologen Austin Loomer Rand (1905-1982).